# Dan Lexö

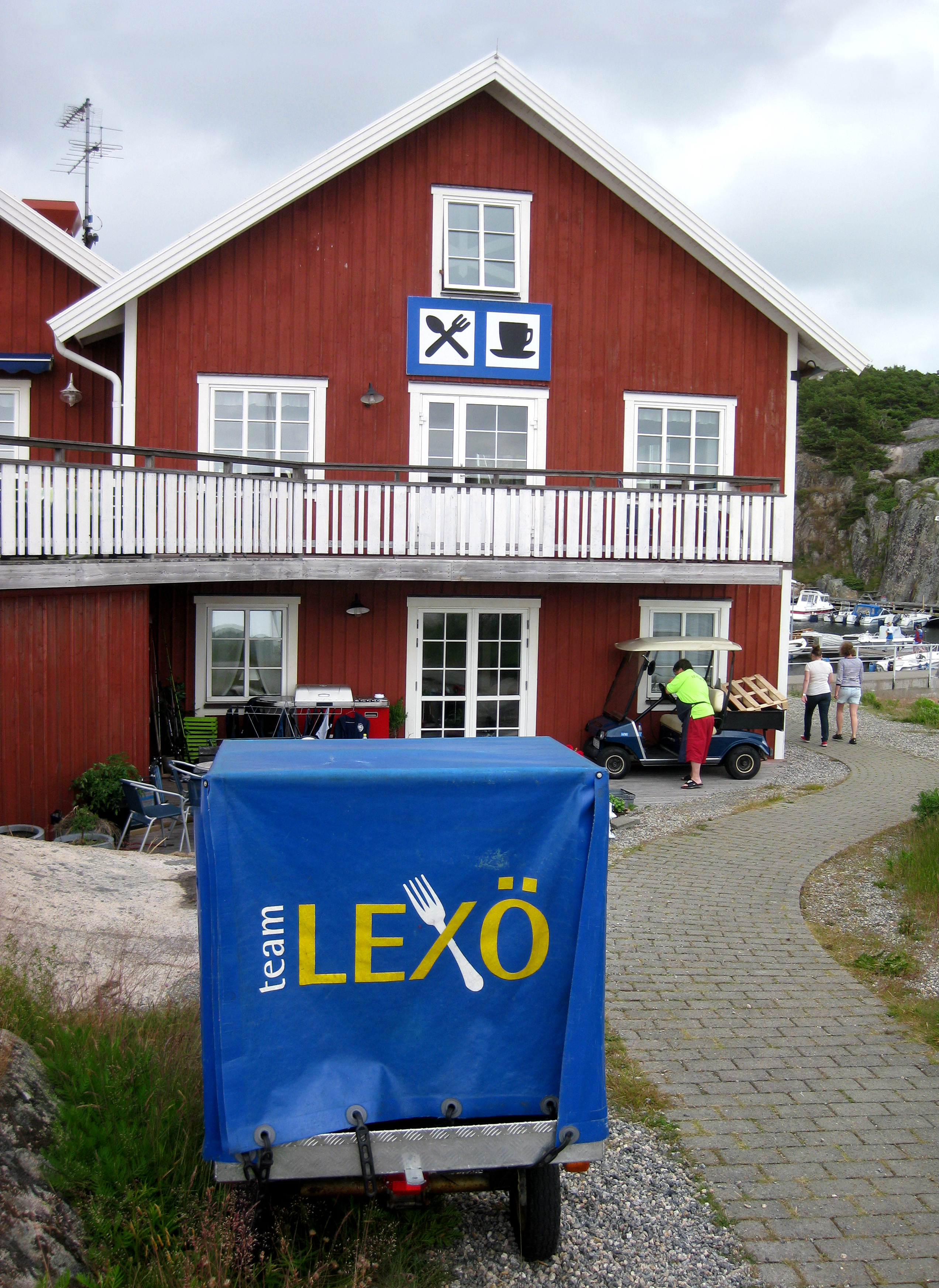
Baksidan av Lexö på Resö. I förgrunden syns en trehjulig moped tillhörande Team Lexö. Mannen i ljusgrön tröja är Dan Lexö själv.

Dan Jörgen Lexö, född 26 april 1958, är en svensk kock och krögare.
Lexö är utbildad vid Ester Mosessons gymnasium i Göteborg och har studerat bland annat för Tore Wretman.
Som köksmästare på 1980-talet arbetade han på Hotell Panorama i Göteborg. På 1990-talet var han först på Kompaniet Bar & Matsalar och därefter köksmästare på The Place, som tilldelades en stjärna i Michelinguiden. Han har vunnit bland annat Årets Köttkock  1990.
Lexö var krögare tillsammans med bröderna Hans och Niclas Palmgren. Under varumärket Team Lexö drev de flera ställen i Sverige. Idag driver Lexö catering, event och matskola för sällskap samt Lexö på Resö, sommarkök och bar. 